# Sint-Dimpnakapel (Geel)

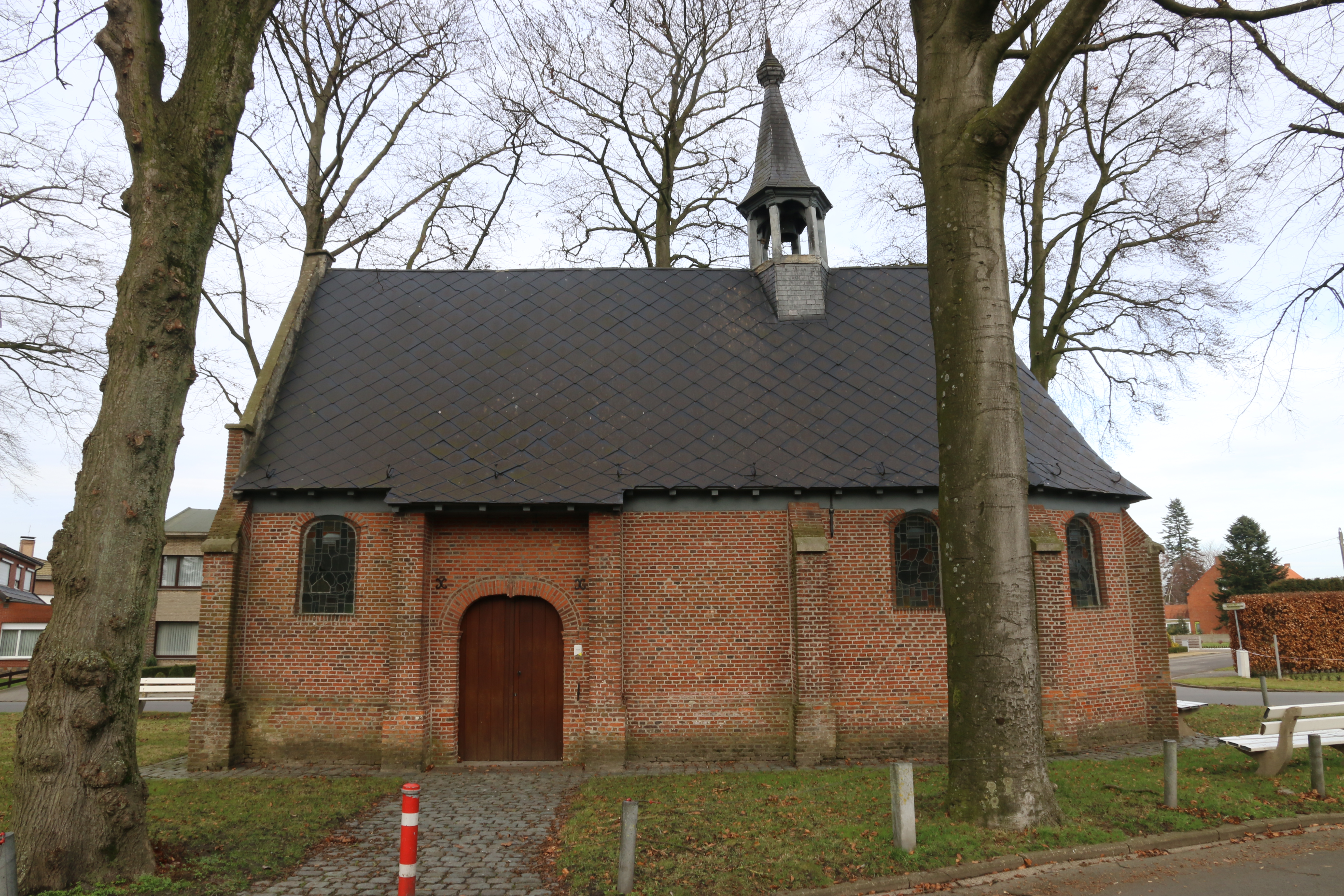
Sint-Dimpnakapel

De Sint-Dimpnakapel is een kapel in de Antwerpse stad Geel, gelegen aan de Groenenheuvel.

## Geschiedenis
Op deze plaats stonden ooit twee kapelletjes. Eén was gewijd aan Sint-Dimpna en bestond al in de 2e helft van de 15e eeuw, en op deze plaats zouden, volgens de legende, de relieken van Dimfna, na een diefstal, heroverd zijn. Het andere kapelletje was een kruiskapel uit het 4e kwart van de 15e eeuw en het eindpunt van een ommegang langs diverse kerken en kapellen.
De huidige kapel is de kruiskapel, herbouwd omstreeks 1630 en hij werd nog vergroot in 1721, toen ook het kleinere Dimpnakapelletje werd afgebroken.

## Gebouw
Het is een bakstenen gebouwtje op rechthoekige plattegrond onder zadeldak met daarop een zeskante dakruiter. De westelijke tuitgevel heeft vlechtingen en een rondboognis met daarin een Sint-Dimpnabeeldje en de tekst: Hier offert men ter eere der H. Dimphna. De kapel heeft een driezijdig afgesloten koor.
Het interieur wordt overkluisd door een spitstongewelf en het altaar is in barokstijl.